# تبرماهی دریایی
تبرماهی دریایی (نام علمی: Sternoptychinae) نام یک زیرخانواده از راسته اژدهاماهی‌سانان است.